# Lucas Knecht
Lucas Paul Knecht (Fort Wayne, 30 de março de 1993) é um futebolista das Marianas Setentrionais que atua como zagueiro. Atualmente joga no MP United, clube da primeira divisão do arquipélago.

## Carreira
Ainda como universitário (estudava na Georgia Southwestern State University), Knecht defendeu o GSW Hurricanes entre 2012 e 2014, atuando em 8 jogos e não fazendo nenhum gol. Após deixar a universidade, falou-se que o zagueiro teria jogado na Alemanha, pelo time C do VfL Osnabrück - tal notícia não foi confirmada.
Desde 2015, joga pelo MP United, um dos principais times de futebol das Marianas Setentrionais.

## Seleção Norte-Marianense e recorde
Tendo estreado pela Seleção Norte-Marianense (que não é membro da FIFA, embora seja associada à CAF) em abril de 2007, contra Guam, Knecht entrou para a história ao ser o jogador mais jovem a fazer sua estreia por uma seleção, aos 14 anos e 2 dias. O recorde anterior era do mianmarense Aung Kyaw Tun, que entrou em campo aos 14 anos e 93 dias, em novembro de 2000, contra a Tailândia.
Ele é o quarto futebolista que mais jogou pelos Blue Ayuyus, com 11 partidas disputadas.

## Links
- Lucas Knecht em National-Football-Teams.com